# Enfilament d'abast

Enfilament d'abast (també anomenat enfilament de requeriments, enfilament de funcions) en gestió de gestió de projectes fa referència a canvis incontrolats en l'abast del projecte. Aquest fenomen pot ocórrer quan l'abast d'un projecte no està adequadament definit, documentat o controlat. És considerat generalment un fet negatiu a evitar.
Típicament, l'increment de l'abast consisteix en nous productes o noves funcions per a dissenys de productes ja aprovats, sense els corresponents increments en recursos, calendari o pressupost. Com a resultat, l'equip del projecte corre el risc de sortir-se del seu propòsit original i dedicar-se a afegiments no planificats. A mesura que l'abast d'un projecte creix, més tasques han d'ésser completades dintre del pressupost i el calendari originalment dissenyats per a un conjunt més petit de tasques. D'aquesta forma, l'enfilament d'abast pot tenir com a resultat que l'equip de projecte excedeixi el seu pressupost i calendari originals. Si el pressupost o el calendari són incrementats juntament amb l'abast, el canvi és normalment considerat com un afegiment acceptable al projecte, i el terme 'enfilament d'abast' no s'utilitza.
L'enfilament d'abast pot ser resultat de:
- Control de canvis pobre
- Falta d'identificació inicial adequada de què s'ha de portar a terme sobre els objectius del projecte
- Gestor de projectes dèbil
- Comunicació pobre entre parts

L'enfilament d'abast és un risc en molts projectes. Molts megaprojectes cauen víctimes de l'enfilament d'abast.